# (3809) Amici
(3809) Amici es un asteroide perteneciente al cinturón de asteroides, descubierto el 26 de marzo de 1984 por el equipo del Observatorio Astronómico de San Vittore desde el Observatorio Astronómico de San Vittore, Bolonia, Italia.

## Designación y nombre
Designado provisionalmente como 1984 FA. Fue nombrado Amici en honor al astrónomo, matemático y óptico italiano Giovanni Battista Amici.